# Демчук, Давид Семёнович
Давид Семёнович Демчук (2 февраля 1897 года, с. Шебрин, Брестский уезд, Гродненская губерния — 18 апреля 1978 года, Москва) — советский военный деятель, Генерал-майор (29 мая 1945 года).

## Начальная биография
Давид Семёнович Демчук родился 2 февраля 1897 года в селе Шебрин Косицкой волости Брестского уезда Гродненской губернии.

## Военная служба

### Гражданская война
25 октября 1917 года вступил рядовым бойцом в рабочие отряды при фабрике Губкина-Кузнецова в Москве, а с 16 декабря служил красногвардейцем во 2-м Московском отряде, в составе которого принимал участие в боевых действиях против немецких войск на территории Украины.
16 марта 1918 года Д. С. Демчук переведён в формировавшийся в Тамбове 2-й Интернациональный стрелковый полк, в составе которого служил красноармейцем, начальником конной разведки и командиром взвода. В апреле-мае того же года принимал участие в подавлении эсеровского восстания в Тамбове, затем — в боевых действиях против войск под командованием генералов П. Н. Краснова и А. И. Деникина, летом 1920 года — в боях на Западном фронте в ходе советско-польской войны, а в марте 1921 года, будучи командиром взвода в составе 2-го запасного кавалерийского полка в Борисоглебске — в подавлении восстания под руководством А. С. Антонова на территории Тамбовской губернии.
В октябре 1922 года назначен на должность командира взвода в составе 10-го Уманского кавалерийского полка (Туркестанский фронт), после чего принимал в боевых действиях против басмачества на территории Западной и Восточной Бухары.

### Межвоенное время
В сентябре 1924 года направлен на учёбу в Объединённую школу командиров РККА имени С. С. Каменева в Киеве, после окончания которой в августе 1926 года назначен на должность командира взвода в составе 57-го кавалерийского полка (14-я Майкопская кавалерийская дивизия, Московский военный округ).
С сентября 1929 года учился на военно-политических курсах имени В. И. Ленина в Москве, по окончании которых в мае 1930 года направлен в Объединённую военную школу имени ВЦИК, в которой служил на должностях политрука, командира эскадрона, коменданта военных зданий школы, помощника начальника и начальника хозяйственного довольствия школы.
В 1933 году окончил штабное отделение кавалерийских Краснознамённых курсов усовершенствования командного состава Московского военного округа.
В августе 1935 года назначен помощником командира по хозяйственной части 106-го кавалерийского полка (27-я кавалерийская дивизия, Белорусский военный округ), дислоцированного в городе Борисов. В 1937 году окончил курсы усовершенствования старшего и высшего командно-начальствующего состава при Военно-хозяйственной академии РККА в Харькове. В июле 1938 года капитан Д. С. Демчук арестован органами НКВД, после чего находился под следствием, однако через три месяца освобождён из-под стражи и восстановлен на прежнюю должность. Вскоре направлен в 103-й горно-кавалерийский полк (20-я кавалерийская дивизия, Белорусский военный округ) на должность помощника командира полка по строевой части.
В 1940 году окончил один курс заочного факультета Военной академии имени М. В. Фрунзе.
В мае 1941 года назначен на должность командира 45-го кавалерийского полка в составе 44-й горнокавалерийской дивизии (Среднеазиатский военный округ), формировавшейся в районе города Чикчик.

### Великая Отечественная война
С началом войны находился на прежней должности. В августе 1941 года 45-й кавалерийский полк под командованием полковника Д. С. Демчука принимал участие в операции по вводу войск в Иран, где находился в составе 53-й армии, в ноябре передислоцирован на Западный фронт, после чего принимал участие в оборонительных боевых действиях в районе Крюково в ходе битвы под Москвой. Во время контрнаступления под Москвой полк под командованием полковника Д. С. Демчука, находясь в составе оперативной группы генерал-майора танковых войск Ф. Т. Ремизова, вёл наступательные бои на волоколамском направлении и участвовал в освобождении Волоколамска.
8 января 1942 года назначен на должность заместителя командира 44-й кавалерийской дивизии, а в середине апреля — на должность заместителя командира 60-й кавалерийской дивизии, которая вскоре принимала участие в боевых действиях в ходе Харьковской, Воронежско-Ворошиловградской и Донбасской оборонительных операций. В конце июля 1942 года 44-я кавалерийская дивизия была расформирована, а личный состав обращен на укомплектование 30-й кавалерийской дивизии.
С сентября 1942 года полковник Д. С. Демчук находился в распоряжении генерал-инспектора кавалерии Красной армии и в октябре назначен заместителем командира 4-й гвардейской кавалерийской дивизии, которая вела боевые действия на сычёвском направлении и на плацдарме на западном берегу реки Гжать. В январе 1943 года дивизия была передислоцирована на Центральный фронт, где со февраля вела наступательные боевые действия на севском направлении и принимала участие в освобождении города Середина-Буда и станции Зерново, выйдя на восточный берег реки Десна.
16 июня 1943 года направлен на учёбу на ускоренный курс Высшей военной академии имени К. Е. Ворошилова, который окончил 26 апреля 1944 года и вскоре назначен на должность заместителя командира 9-й гвардейской казачьей кавалерийской дивизии, которая вскоре принимала участие в ходе Белорусской, Бобруйской и Минской наступательных операций. 7 июля того же года полковник Д. С. Демчук назначен командиром этой же 9-й гвардейской кавалерийской дивизией, которая вскоре принимала участие в ходе Дебреценской наступательной операции и в освобождении городов Орадеа-Маре и Дебрецен.

### Послевоенная карьера
В конце мая 1945 года назначен на должность заместителя командира 4-го гвардейского кавалерийского корпуса, в июле 1946 года преобразованного в 4-ю гвардейскую казачью кавалерийскую дивизию.
Генерал-майор Давид Семёнович Демчук 19 июня 1948 года вышел в запас по болезни. Умер 18 апреля 1978 года в Москве. Похоронен на Николо-Архангельском кладбище.

## Награды
- Орден Ленина (21.02.1945);
- Пять орденов Красного Знамени (30.01.1942, 19.04.1943, 30.08.1943, 03.11.1944, 06.11.1947);
- Орден Богдана Хмельницкого 2 степени (28.04.1945);
- Медали.

Иностранные награды
- Орден Тудора Владимиреску II степени (01.10.1974);
- Медаль «25 лет освобождения Румынии» (24.10.1969);
- Медаль «30 лет освобождения Румынии» (18.11.1974).